# Borowiec (województwo lubuskie)
Borowiec – wieś w Polsce położona w województwie lubuskim, w powiecie nowosolskim, w gminie Siedlisko.
Przez miejscowość przebiega droga wojewódzka nr 325.
W latach 1975–1998 miejscowość administracyjnie należała do województwa zielonogórskiego.

## Nazwa
Hohe Borau 1670, Hohen Bohrau 1791, Hohenborau 1938–1945, Wysoki Las 1945–1950, Borowiec od 1950 roku.

## Historia
Pierwsze informacje o wsi pojawiają się w dokumentach z 1382 roku. Rozwój wsi jest związany z rodem von Schönaich. W XVII wieku we wsi umieszczono siedzibę książęcego rewiru leśnego. Nazwa wsi pochodzi najprawdopodobniej od położenia w olbrzymim kompleksie leśnym dawniej zwanym Puszczą Karolacką.
Właściciele wsi
- 1382-1561 rodzina von Rechenberg
- 1561-1945 rodzina von Schönaich

## Demografia
Liczba mieszkańców miejscowości w poszczególnych latach:
| Rok  | Ilość mieszkańców |
| ---- | ----------------- |
| 1988 | 310               |
| 2002 | 324               |
| 2009 | 351               |
| 2011 | 355               |
| 2021 | 314               |